# Надежда семьи
«Надежда семьи» (англ. Family Prayers) — американский кинофильм.

## Сюжет
Калифорния, 1960-е годы. 13-летний еврейский мальчик Эндрю Якобс готовится отпраздновать бар-мицву. Эта церемония значит для него нечто большее, чем просто обряд, так как Эндрю наивно полагает, что после неё он сможет объединить свою семью и сделать её жизнь спокойнее. Главной же причиной семейных неурядиц является отец, заядлый игрок в азартные игры, не желающий взять себя в руки даже ради своих детей и постоянно ругающийся из-за этого со своей женой, матерью Эндрю. Главным наставником мальчика выступает Дэн Линдер, учитель, всеми силами старающийся помочь своему ученику.

## В ролях
- Цви Ратнер-Стаубер — Эндрю Якобс
- Энн Арчер — Рита Якобс
- Джо Мантенья — Мартин Якобс
- Пол Райзер — Дэн Линдер